# (281) Лукреция
(281) Лукреция (нем. Lucretia) — небольшой астероид главного пояса, который принадлежит к светлому спектральному классу S и входит в состав семейства Флоры. Астероид был открыт 31 октября 1888 года австрийским астрономом Иоганном Пализой в Венской обсерватории и назван в честь Каролины Лукреции Гершель, младшей сестры Уильяма Гершеля и одной из первых женщин-астрономов.

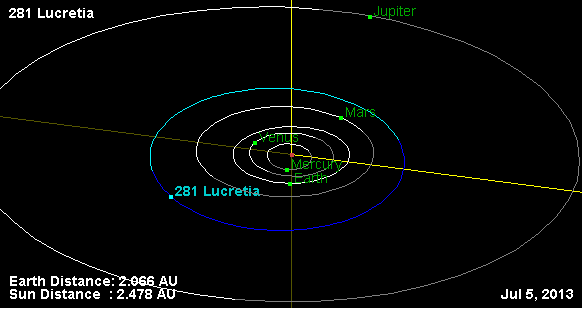
Орбита астероида Лукреция и его положение в Солнечной системе